# Alexandre Dumas (syn)
Alexandre Dumas (ur. 27 lipca 1824 w Paryżu, zm. 27 listopada 1895) – francuski pisarz i dramaturg, syn  Alexandre’a Dumasa − ojca i jego przyjaciółki – Marie Catherine Labay.
Jego wszystkie powieści miłosne (omnes fabulae amatoriae) zostały umieszczone w index librorum prohibitorum dekretem z 1863 roku.

## Życiorys
Karierę pisarską rozpoczął jako poeta, jednak sławę przyniosły mu powieści Sprawa Clémenceau (L'affaire Clemenceau 1867, wyd. polskie 1883) oraz Dama kameliowa (La Dame aux camélias 1848, wyd. polskie 1870). Ten ostatni melodramat przyniósł autorowi największe uznanie oraz został z dużym sukcesem adaptowany scenicznie (m.in. jako opera Verdiego La Traviata). Powodzenie Damy kameliowej skłoniło Dumasa do zajęcia się dramatopisarstwem. Spod jego pióra wyszły m.in. komedie: Półświatek (1885, wyd. polskie 1896) oraz Cudzoziemka (1876, wyd. polskie 1877), a także liczne felietony oraz artykuły prasowe.
Dumas został doceniony w 1874 członkostwem w Akademii Francuskiej (zajmował fotel 2). Wielki Oficer Legii Honorowej.
Jego wnukiem był szermierz Alexandre Lippmann.